# Франсуа, Джомоул
Джомоул Франсуа (англ. Jomoul Francois; род. 4 сентября 1995, Маунт-Хоп, Тринидад и Тобаго) — тринидадский футболист, полузащитник.

## Клубная карьера
Начинал свою карьеру в клубе «Норт-Ист Старз», в составе которого футболист побеждал в чемпионате страны. Позднее Франсуа сменил несколько тринидадских команд, пока в январе 2020 года не перебрался в сальвадорское «Индепендьенте».

## Клубная в сборной
За сборную Тринидада и Тобаго полузащитник дебютировал 3 октября 2017 года в товарищеском матче против Барбадоса (2:0). В 2019 году спустя два года Франсуа вновь стал получать вызовы в национальную команду страны.

## Достижения
- Чемпион Тринидада и Тобаго (2): 2017, 2023/24.
- Обладатель Кубка Тринидада и Тобаго (1): 2015.